# Santa Bàrbara del Molí de Vent
L'oratori de Santa Bàrbara del Molí de Vent és una capella oratori del barri del Moli de Vent de la ciutat de Perpinyà, a la comarca del Rosselló, de la Catalunya del Nord.
Està situada en el barri del Molí de Vent.